# Museo Arqueológico de Maratón
El Museo Arqueológico de Maratón es un museo de Grecia ubicado en el área de Vrana, dentro del municipio de Maratón. 
Fue construido en 1975 y reestructurado en 2004.

## Colecciones
El museo contiene una colección de objetos procedentes de yacimientos arqueológicos de la zona que abarcan periodos comprendidos entre el neolítico y la época romana. Además de los objetos, el museo también incluye y protege la excavación de la necrópolis de la Edad del Bronce de Vrana y la llamada «tumba de los plateos», del siglo V a. C.
La sala I contiene hallazgos del periodo neolítico de una cueva de Énoe que fue lugar de asentamiento y enterramiento durante el periodo neolítico y que desde la época clásica fue lugar donde se rendía culto al dios Pan, por lo que se la conoce como la «cueva de Pan». Uno de los objetos destacables es una inscripción del siglo I a. C. que regula algunos aspectos de su culto.
La sala II se dedica a hallazgos del neolítico tardío y de la Edad del Bronce. Aquí figuran objetos procedentes de la necrópolis de Tsepi y del asentamiento de Bóriza, de la Edad del Bronce temprano, como herramientas, cerámica y estatuillas. Algunos de los objetos de las tumbas muestran influencias cicládicas. Por otra parte, a la Edad del Bronce medio y final pertenecen los hallazgos de la necrópolis de Vrana y del asentamiento de Plasi, entre los que se hallan escarabeos, cuentas, puntas de flecha y cerámica.  
La sala III contiene objetos pertenecientes a los periodos geométrico, arcaico y clásico de las necrópolis de las ciudades que se encontraban en la zona, que eran Maratón, Probalinto, Énoe y Tricorinto. Sobresalen las piezas de cerámica, algunas con decoración geométrica; otras, también del periodo geométrico, con representaciones primitivas de personas y animales; otras de figuras negras o de figuras rojas con escenas mitológicas y de la vida cotidiana. 
La sala IV se dedica a los tiempos de Herodes Ático, que vivió en el siglo II y que fue un gobernante romano que a la vez fue un benefactor de diversas ciudades y lugares de culto. Entre los objetos exhibidos se encuentras estatuas, estelas funerarias, columnas e inscripciones.
La sala V contiene objetos del santuario de los dioses egipcios, que fue también fundado por Herodes Ático, entre los que se hallan numerosas estatuas de divinidades egipcias.
La llamada "Sala del trofeo" contiene parte de la columna erigida por los atenienses en conmemoración de la victoria de la Batalla de Maratón contra los persas. También se exponen objetos de las excavaciones de la «tumba de los atenienses» y de la «tumba de los plateos» caídos en esa batalla.

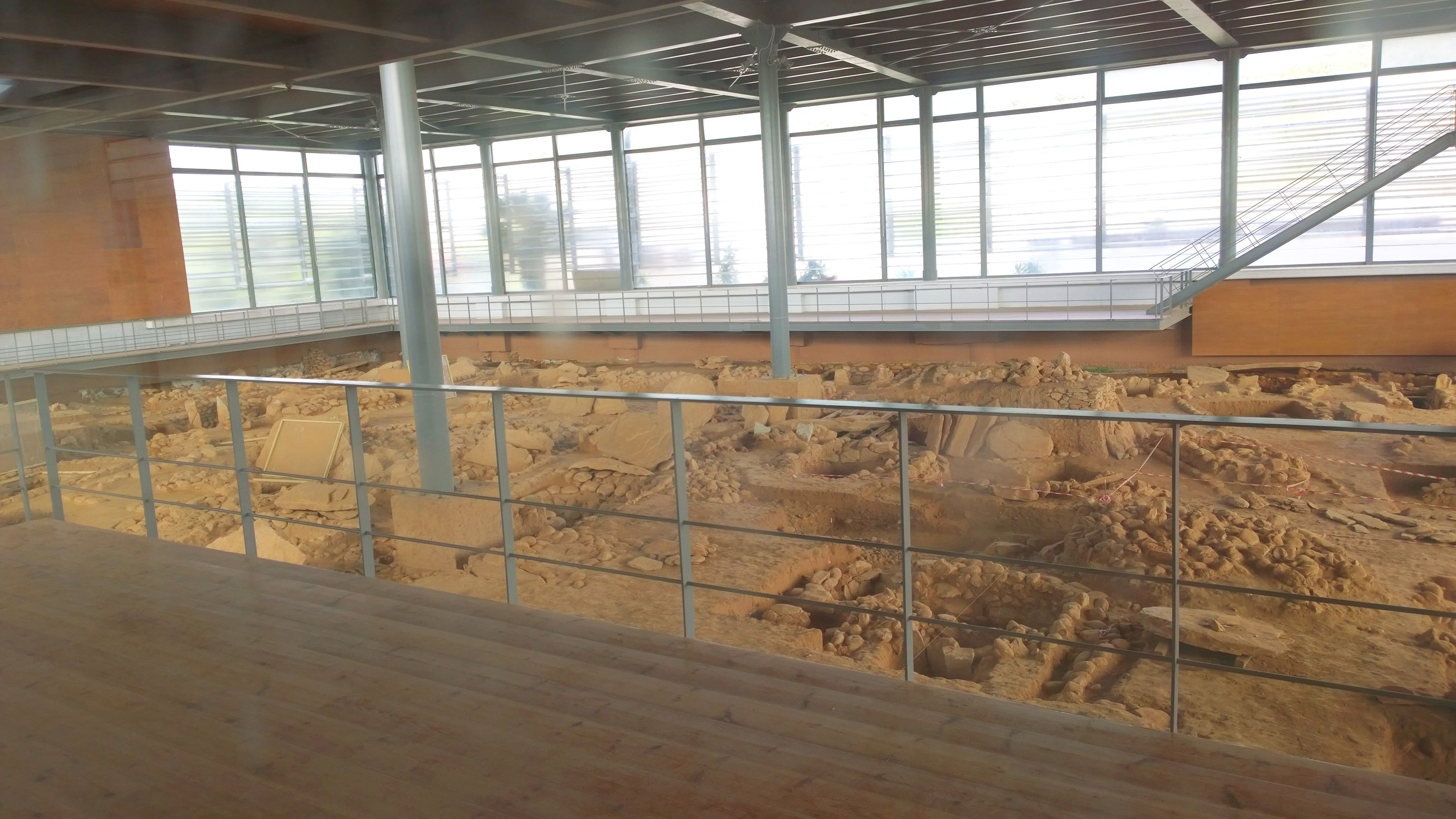
Necrópolis de Vrana, de la Edad del Bronce.
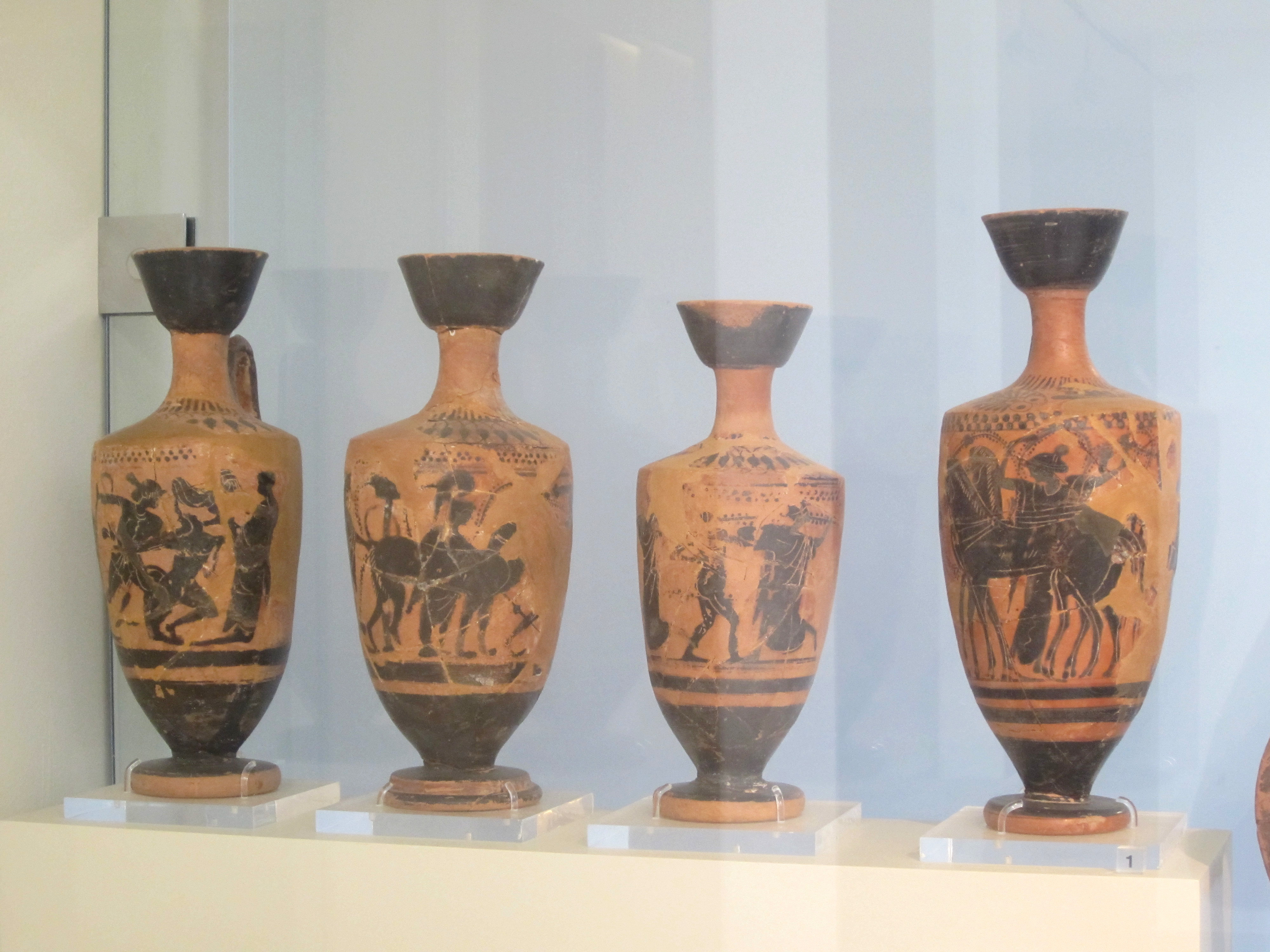
Piezas de cerámica de figuras negras.
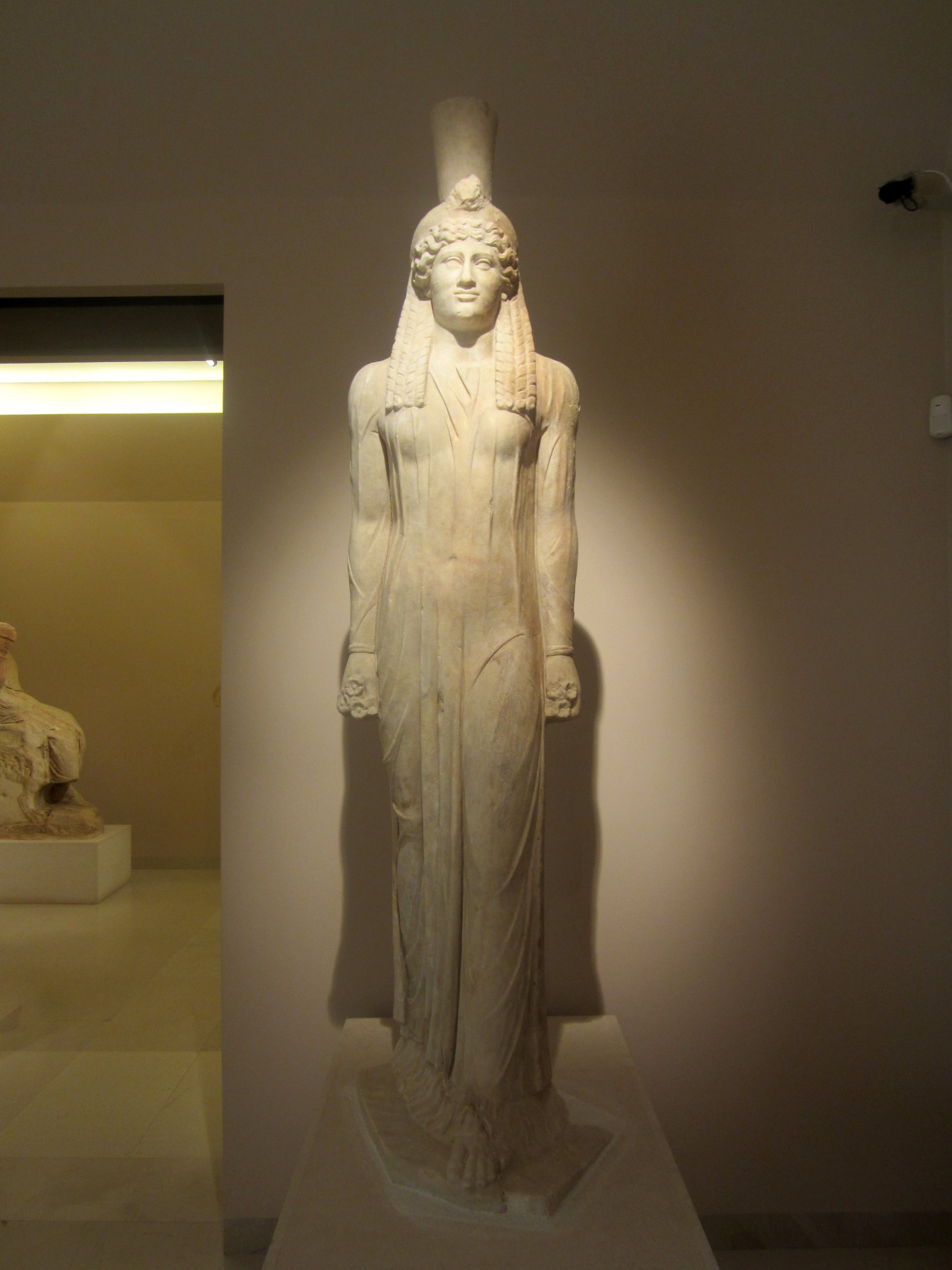
Una de las estatuas del santuario de los dioses egipcios.